# Cârcinov
44°46′48″N 25°4′19″Ø / 44.78000°N 25.07194°Ø
Cârcinov er en venstre biflod til floden Argeș i Rumænien. Den løber ud i Argeș nær Topoloveni. Den løber gennem byerne og landsbyerne Boțești, Dobrești, Beleți, Albotele, Priboieni, Gorănești, Crintești, Boțârcani, Țigănești og Topoloveni. Dens er 43 km lang og dens afvandingsområde er 184 km2